# Finale della Copa América Centenario
La finale della Copa América Centenario si disputò il 26 giugno 2016 al MetLife Stadium di East Rutherford tra le nazionali di Argentina e Cile. A vincere fu la nazionale cilena, che, dopo lo 0-0 dei tempi supplementari, superò ai tiri di rigore per 4-2 la nazionale argentina, vincendo il suo secondo titolo nella storia della Copa América, nonché secondo consecutivo.
Come parte del nuovo regolamento della IFAB approvato dalla FIFA, era possibile effettuare una quarta sostituzione ai tempi supplementari. Nessuna delle due nazionale decise tuttavia di usufruirne.

## Le squadre
| Squadra   | Finali (o spareggi) disputate in precedenza (il grassetto indica la vittoria) |
| --------- | ----------------------------------------------------------------------------- |
| Argentina | 6 (1937, 1991, 1993, 2004, 2007, 2015)                                        |
| Cile      | 3 (1979, 1987, 2015)                                                          |

## Stadio
La finale dell'edizione 2016 si disputò al MetLife Stadium situato a East Rutherford, nel New Jersey degli Stati Uniti, con una capienza pari a 82 026 spettatori. Questa fu la prima finale della Copa América giocata in uno stadio statunitense e in generale nordamericano.

## Cammino verso la finale
Per entrambe le nazionali non si trattò soltanto della quinta finale disputata in totale nella storia della competizione, ma anche della seconda volta consecutiva che si incontrarono in finale, che divenne quindi una rivincita di quella dell'edizione scorsa del 2015.
Nella fase a gironi, fatta di quattro gruppi di quattro squadre ciascuno, entrambe le squadre si affrontarono tra di loro nella prima partita del Gruppo D, dove l'Argentina prevalse per 2-1. L'Argentina batté poi il Panama per 5-0 e Bolivia per 3-0, mentre il Cile vinse per 2-1 e per 4-2 contro gli stessi avversari ma in ordine inverso. Come conseguenza di questi risultati, l'Albiceleste finì prima a punteggio pieno davanti alla Roja. Nei quarti di finale, l'Argentina affrontò poi il Venezuela, che sconfisse per 4-1, mentre il Cile superò nettamente per 7-0 il Messico. Seguirono le semifinali dove le due nazionali finaliste sconfissero rispettivamente gli Stati Uniti per 4-0 e la Colombia per 2-0.

### Tabella riassuntiva del percorso
| Squadra   | Pt | G |
| --------- | -- | - |
| Argentina | 9  | 3 |
| Cile      | 6  | 3 |
| Panama    | 3  | 3 |
| Bolivia   | 0  | 3 |

| Squadra   | Pt | G |
| --------- | -- | - |
| Argentina | 9  | 3 |
| Cile      | 6  | 3 |
| Panama    | 3  | 3 |
| Bolivia   | 0  | 3 |

## Tabellino
| Arbitro: | Héber Lopes |

|                                |                      |                                          |
| Messi Mascherano Agüero Biglia | Tiri di rigore 2 – 4 | Vidal Castillo Aránguiz Beausejour Silva |

| Argentina | Cile |

| Argentina (4-3-3) |    |                    |     |      |
|                   |    |                    |     |      |
| P                 | 1  | Sergio Romero      |     |      |
| D                 | 4  | Gabriel Mercado    |     |      |
| D                 | 17 | Nicolás Otamendi   |     |      |
| D                 | 13 | Ramiro Funes Mori  |     |      |
| D                 | 16 | Marcos Rojo        | 43’ |      |
| C                 | 6  | Lucas Biglia       |     |      |
| C                 | 14 | Javier Mascherano  | 37’ |      |
| C                 | 19 | Éver Banega        |     | 111’ |
| A                 | 10 | Lionel Messi       | 40’ |      |
| A                 | 9  | Gonzalo Higuaín    |     | 70’  |
| A                 | 7  | Ángel Di María     |     | 57’  |
| Sostituzioni:     |    |                    |     |      |
| C                 | 5  | Matías Kranevitter | 94’ | 57’  |
| A                 | 11 | Sergio Agüero      |     | 70’  |
| C                 | 18 | Erik Lamela        |     | 111’ |
| CT:               |    |                    |     |      |
| Gerardo Martino   |    |                    |     |      |

| Cile (4-3-3)       |    |                       |          |      |
|                    |    |                       |          |      |
| P                  | 1  | Claudio Bravo         |          |      |
| D                  | 4  | Mauricio Isla         |          |      |
| D                  | 17 | Gary Medel            |          |      |
| D                  | 18 | Gonzalo Jara          |          |      |
| D                  | 15 | Jean Beausejour       | 52’      |      |
| C                  | 20 | Charles Aránguiz      | 69’      |      |
| C                  | 21 | Marcelo Díaz          | 16’, 28’ |      |
| C                  | 8  | Arturo Vidal          | 37’      |      |
| A                  | 7  | Alexis Sánchez        |          | 104’ |
| A                  | 6  | José Pedro Fuenzalida |          | 80’  |
| A                  | 11 | Eduardo Vargas        |          | 109’ |
| Sostituzioni:      |    |                       |          |      |
| A                  | 22 | Edson Puch            |          | 80’  |
| C                  | 5  | Francisco Silva       |          | 104’ |
| A                  | 16 | Nicolás Castillo      |          | 109’ |
| CT:                |    |                       |          |      |
| Juan Antonio Pizzi |    |                       |          |      |

| Assistenti arbitrali: Kléber Lúcio Gil (Brasile) Bruno Boschilia (Brasile) Quarto ufficiale: Roberto García Orozco (Messico) Assistente di riserva: José Luis Camargo (Messico) | Regole dell'incontro - due tempi regolamentari da 45 minuti ciascuno; - due tempi supplementari da 15 minuti ciascuno in caso di parità; - tiri di rigore in caso di ulteriore parità; inizialmente cinque per squadra, e a oltranza fino a spareggio in caso di ulteriore parità; - numero massimo di 23 giocatori per squadra a referto (11 in campo e 12 come potenziali sostituti); - tre sostituzioni permesse nei tempi regolamentari; una quarta permessa nei tempi supplementari. |

## Statistiche
| Statistiche       | Argentina | Cile |
| ----------------- | --------- | ---- |
| Reti segnate      | 0         | 0    |
| Tiri totali       | 18        | 4    |
| Tiri in porta     | 3         | 2    |
| Parate            | 2         | 3    |
| Possesso palla    | 46%       | 54%  |
| Calci d'angolo    | 9         | 4    |
| Falli commessi    | 14        | 22   |
| Fuorigioco        | 0         | 5    |
| Cartellini gialli | 5         | 3    |
| Cartellini rossi  | 1         | 1    |

## Conseguenze
Per il Cile si trattò della seconda finale vinta alla Copa América sia in tutta la sua storia che di fila, dopo quella del 2015, e il suo portiere Claudio Bravo vinse il premio Most Valuable Player della partita. Per l'Argentina fu invece la terza finale persa consecutiva (dopo la finale dei Mondiali del 2014 persa contro la Germania e quella della Copa América 2015 sempre contro il Cile).
A seguito della partita, la sua terza sconfitta consecutiva in finale con la maglia dell'Albiceleste, l'attaccante Lionel Messi annunciò che si sarebbe ritirato dal calcio internazionale. Il giornale argentino La Nación speculava il ritiro di giocatori come Sergio Agüero, Javier Mascherano e Gonzalo Higuaín, mentre ESPN Deportes dichiarò il potenziale ritiro di Ángel Di María, Lucas Biglia, Ezequiel Lavezzi e Éver Banega. Il 12 agosto 2016, Messi ritrattò la sua decisione di ritirarsi dal calcio internazionale.